# Paroy-en-Othe
Paroy-en-Othe – miejscowość i gmina we Francji, w regionie Burgundia-Franche-Comté, w departamencie Yonne.
Według danych na rok 2010 gminę zamieszkiwało 208 osób, a gęstość zaludnienia wynosiła 39 osób/km².